# Дік Їв
Дік Їв (англ. Dick Eve, 19 березня 1901 — 13 березня 1970) — австралійський стрибун у воду.
Олімпійський чемпіон 1924 року у простих стрибках з вишки.